# Oroncota
Oroncota, anteriormente llamado Huruncuta, fue un centro o capital provincial inca en la actual Bolivia. Oroncota fue capturada por los incas durante el reinado de Topa Inca Yupanqui (1471-1493) y sirvió como puesto defensivo que protegía las fronteras orientales del imperio inca. Los principales residentes del área de Oroncota durante más de 1.500 años han sido el pueblo yampara. En el siglo XVI, durante los últimos años del imperio Inca y principios del imperio español, Oroncota y su región sufrieron un fuerte ataque por parte del grupo étnico ava guaraní (Chiriguanos), que finalmente obtuvo el control del área.
Los arqueólogos han excavado extensas y dispersas ruinas de los Incas y Yampara.

## Toponimia
En el idioma quechua, la palabra Oroncota viene de las palabras "orcco", que significa cerro, y "ccoto", que significa montón, es decir "cerros amontonados". Esto expresa exactamente la configuración del terreno donde se encuentra el sitio de Oroncota. Según otros, la voz Oroncota viene de "Uruncoy", que en el mismo idioma significa avispa, insecto muy abundante en aquellos parajes.

## Ubicación
El área de Oroncota en las vertientes orientales de los Andes está formada por los estrechos valles del río Pilcomayo y su afluente el río Inkapampa en una distancia de 20 km, a una altitud de unos 2.000 metros sobre el nivel del mar. Administrativamente se encuentra en el municipio de Ckochas de la provincia de Linares en el departamento de Potosí. La agricultura era factible cerca del río y en abanicos aluviales. A diferencia de muchos otros sitios prehistóricos andinos, los habitantes de Oroncota no construyeron terrazas de piedra para la agricultura.
En el lado occidental del río Pilcomayo, la Pukara o Meseta de la Fortaleza se eleva abruptamente sobre los valles del río. La meseta tiene forma de triángulo, de unos 5 km de este a oeste en su punto más ancho y 10 km de norte a sur. La elevación media de la meseta es de unos 2.900 m s. n. m. Aunque el clima es semiárido, en la prehistoria y en los primeros tiempos históricos se cultivaban partes de la meseta. En el siglo XXI, la meseta está deshabitada y los valles fluviales están escasamente poblados.
Oroncota se encuentra 70 km al sureste de la ciudad de Sucre y 95 km al este de la ciudad de Potosí, sitio de las minas de plata más ricas de América en el siglo XVI. La ubicación natural de Oroncota y su meseta es estratégica, ya que se sitúa en una ruta que conecta las tierras altas con las tierras bajas del Chaco. Así, para proteger las tierras altas y las minas, el control de la región de Oroncota fue de importancia defensiva tanto para los incas como para sus sucesores españoles.
A partir de los terrenos aptos para la agricultura, la arqueóloga Sonia Alconini ha calculado que la población de Oroncota estuvo entre 1.442 y 4.122 habitantes durante su existencia como asentamiento. Aproximadamente dos tercios de la población vivían en los valles y un tercio en la meseta. Las ruinas más extensas, y presumiblemente las de mayor población, son del período Inca.

## Yampara
Los Yampara o Tarabuco son el principal grupo étnico que ocupa la región de Oroncota. Oroncota estaba cerca del extremo sur del territorio de Yampara y es posible que otros grupos étnicos menos conocidos, como los Chui y Chicha, se hayan mezclado con ellos. El origen de los Yampara es incierto, aunque es posible que hayan emigrado a la zona desde el este. Aunque probablemente hablaban puquina, una lengua extinta, en tiempos prehistóricos, en el siglo XVI hablaban aymara en común con los pueblos que vivían en el Altiplano de la actual Bolivia. Los aymaras trazaron una distinción entre ellos y el pueblo "arco y flecha" (por ejemplo, menos civilizado) de las montañas y bosques orientales. Los Yampara parecían haber habitado un término medio entre los montañeses "civilizados" y los habitantes de las tierras bajas "menos civilizados".
La arqueóloga Alconini divide la prehistoria y la historia temprana de Oroncota en cuatro períodos: Yampara temprano (400-800 d. C.), Yampara clásico (800-1300 d. C.), Yampara-Inca tardío (1300-1536 d. C.) y Colonial (1536-1700 d. C.). Las diferentes épocas se distinguen por estilos alfareros. Los primeros Yampara en Oroncota vivieron principalmente en el valle del Pilcomayo, pero durante el Yampara Clásico y épocas posteriores, la meseta se volvió más importante como residencia. Los factores que alentaron el asentamiento en la meseta probablemente incluyeron la defensa.
En la época de los incas, parece que los yampara estaban aliados con varios otros reinos aymaras en la confederación Charcas. Durante la época incaica, y posiblemente antes, y al igual que otros pueblos andinos, los yampara estaban organizados en una fracción superior e inferior. El centro de la fracción superior estaba en Yotala a unos 18 km al sur de Sucre y la fracción inferior estaba centrada en Quilaquila, 16 km al suroeste de Sucre. Cada fracción tenía 10 ayllus (clanes territoriales). 
Ilustrando que los yampara en Oroncota mantuvieron cierta independencia de los incas está el sitio arqueológico de Yoroma, 4 km al norte de Oroncota, cerca de la unión de los ríos Pilcomayo e Incapampa. Yoroma era un centro de fabricación de herramientas líticas y banquetes ceremoniales tanto para los yampara como para los incas. Sin embargo, Yoroma conservó su carácter yampara durante la época inca y sus líderes y élites prosperaron. Los yampara de Yoroma conservaron su autonomía y funcionaron más como aliados que como súbditos de los incas, tal vez unidos por un enemigo común, los chiriguanos.

## Incas y españoles
Los Yampara y otros pueblos de los Andes orientales quedaron bajo la influencia del Imperio incaico en el siglo XV. El cronista español Bernabé Cobo dijo que durante el reinado del emperador Tupac Yupanqui (1471-1493) los incas intentaron incorporar a su imperio los reinos aymaras y los Andes orientales. 20.000 personas huyeron del ejército inca invasor y se refugiaron en la meseta de Oroncota. Incapaz de superar las defensas de la meseta, Túpac Yupanqui organizó fiestas y ofreció hermosas mujeres para atraer a los defensores fuera de su fortaleza, luego envió a su ejército para capturar Oroncota e incorporarla al imperio como parte del división inca Collasuyu.
Esta historia tiene elementos fantasiosos, pero puede ser en esencia cierta. En cualquier caso, los incas establecieron presencia en Oroncota. Construyeron tres complejos mezclados entre los asentamientos de Yampara. El primero y más grande, llamado Oroncota, estaba cerca del centro de la meseta y cubría un área de 6 ha. Presentaba una plaza principal, rodeada de edificios y qullqas para almacenamiento. La mampostería era característica de la arquitectura inca de alto prestigio, lo que indica que los edificios simbolizaban la administración y el control inca. Un segundo sitio en la meseta, El Pedregal, a unos 4 km al sur, era un puesto de avanzada defensivo en un área despoblada que cubría 0,8 ha. El tercer complejo inca, Inkarry Moqo, estaba ubicado cerca del río Inkapampa a unos 5 km al norte de Oroncota, cubría 2 ha, y aparentemente se dedicaba a recolectar y almacenar productos agrícolas. Las instalaciones incas en Oroncota eran pequeñas en comparación con las de otros asentamientos provinciales.
El interés y el control de Oroncota por parte de los incas muestra el principio frecuentemente citado del archipiélago vertical atribuido a los incas y sus predecesores que vivieron en el Altiplano de Bolivia y Perú. Al necesitar los productos agrícolas cultivados en altitudes más bajas, especialmente maíz, coca y algodón, los incas establecieron colonias o ganaron control en áreas de elevaciones más bajas y climas más cálidos. Oroncota también tenía la función de defensa fronteriza, protegiendo al imperio de las incursiones del pueblo guaraní, llamados también chiriguanos. Unos 100 km al este de Oroncota los incas establecieron una cadena de puestos defensivos para defender Oroncota y el corredor de transporte a las tierras altas de los Andes. Las avanzadas de norte a sur eran Incaprica, Cuzcotoro, Iñao e Incahuasi.
A partir de 1520 aproximadamente, las incursiones chiriguanas amenazaron la frontera oriental de los Andes de los incas (y más tarde de los españoles). Dos funcionarios (caciques) de Yampara, Aymoro y su hijo, Francisco Aymoro II, lideraron el esfuerzo por retener el control inca. Los incas enviaron funcionarios (ojejones) y mitmaes (poblaciones de las tierras altas obligadas a trasladarse a áreas recientemente conquistadas) para reforzar las defensas dotando de personal y aprovisionamiento a Oroncota y otros asentamientos incas. Los aymoros, yampara, orejones y mitmaes probablemente retuvieron Oroncota durante un tiempo contra los chiriguanos.
Después de su conquista del Imperio inca en la década de 1530, los españoles continuaron enfrentándose al desafío militar de los chiriguanos en los Andes orientales. El virrey Francisco de Toledo visitó Oroncota o pasó cerca en 1574 durante una fallida operación militar española contra los chiriguanos. Hizo una aparente referencia a Oroncota cuando mencionó que las "últimas fortalezas incas" habían sido capturadas por los chiriguanos. 